# Aj, Carmela!
Aj, Carmela! (hiszp. ¡Ay, Carmela!) – hiszpańsko-włoski dramat obyczajowy z 1990 roku w reżyserii Carlosa Saury, podejmujący tematykę wojny domowej w Hiszpanii. Scenariusz autorstwa C. Saury i Rafaela Azcony powstał na podstawie sztuki José Sanchísa Sinisterry. Tytuł filmu nawiązuje do pieśni wojskowej śpiewanej przez żołnierzy sił republikańskich w czasie hiszpańskiej wojny domowej (rozgrywającej się w latach 1936–1939).

## Opis fabuły
Akcja filmu rozgrywa się w 1938 roku, w Hiszpanii trwa wojna domowa. Głównymi bohaterami są wędrowni artyści – Paulino (w tej roli Andres Pajares) i Carmela (Carmen Maura). Grywają oni w spektaklach przygotowywanych z myślą o żołnierzach republikańskich walczących na pierwszej linii frontu aragońskiego. 
Wędrowny tryb życia nie służy jednak tym artystom. Pragną oni powrócić do rodzinnego miasta – Walencji. W czasie drogi, podczas której się gubią, mają jeszcze jednego towarzysza – Gustavete, bezdomnego chłopca. Wkrótce zostają aresztowani i trafiają do obozu jenieckiego z Polakami z Brygad Międzynarodowych. Tam Carmela zaprzyjaźnia się z polskim oficerem, co nie podoba się Paulino. 
Po pewnym czasie poznają Ripamonte, włoskiego oficera. Jego pasją jest teatr. Ma aspirację przygotować popisowy spektakl ku czci generała Franco, proponuje więc współpracę napotkanym w tych dramatycznych okolicznościach artystom. Ci z kolei muszą przyjąć tę ofertę, ponieważ zdają sobie sprawę, że grozi im egzekucja.

## Główne role
- Carmen Maura jako Carmela
- Andres Pajares jako Paulino
- Gabino Diego jako Gustavete
- Maurizio de Razza jako Ripamonte
- Jose Sancho jako Kapitan
- Mario de Candia jako Bruno
- Miguel Angel Rellan
- Edward Żentara jako polski oficer

## Nagrody i wyróżnienia
- 1990: nominacja do Felixa dla Andrésa Vincente’a Gómeza w kategorii „Najlepszy europejski film roku”
- 1990: nominacja do Felixa dla Gabina Diega w kategorii „Najlepszy europejski drugoplanowy aktor roku”
- 1990: Felix dla Carmen Maury w kategorii „Najlepsza europejska aktorka roku”

## Zdjęcia plenerowe
- Film realizowano w Hiszpanii w następujących miejscowościach: Madryt, Boadilla del Monte, Talamanca de Jarama, El Cubillo de Uceda.